# John Howard Northrop
John Howard Northrop (Yonkers, 5 de julho de 1891 — Wickenburg, 27 de maio de 1987) foi um bioquímico estadunidense que, com James Batcheller Sumner e Wendell Meredith Stanley, ganhou o Prêmio Nobel de Química em 1946. O prêmio foi concedido pelo isolamento, cristalização e estudo de enzimas, proteínas e vírus desses cientistas. Northrop foi Professor de Bacteriologia e Física Médica, Emérito, na Universidade da Califórnia, Berkeley.

## Biografia

### Primeiros anos
Northrop nasceu em Yonkers, Nova York, filho de John Isaiah, zoólogo e instrutor da Universidade Columbia, e Alice Rich Northrop, professora de botânica do Hunter College. Seu pai morreu em uma explosão de laboratório duas semanas antes de John H. Northrop nascer. O filho foi educado na Yonkers High School e na Universidade Columbia, onde obteve seu PhD em química em 1915. Durante a Primeira Guerra Mundial, ele conduziu pesquisas para o Serviço de Guerra Química dos Estados Unidos sobre a produção de acetona e etanol por fermentação. Esse trabalho levou ao estudo de enzimas.

### Pesquisa
Em 1929, Northrop isolou e cristalizou a enzima gástrica pepsina e determinou que se tratava de uma proteína. Em 1938, ele isolou e cristalizou o primeiro bacteriófago (um pequeno vírus que ataca bactérias) e determinou que se tratava de uma nucleoproteína. Northrop também isolou e cristalizou pepsinogênio (o precursor da pepsina), tripsina, quimiotripsina e carboxipeptidase.

Por seu livro de 1939, Crystalline Enzymes: The Chemistry of Pepsin, Trypsin, and Bacteriophage, Northrop recebeu a Medalha Daniel Giraud Elliot da National Academy of Sciences. Ele foi eleito Fellow da American Academy of Arts and Sciences em 1949. Northrop foi empregado do Rockefeller Institute for Medical Research na cidade de Nova York de 1916 até sua aposentadoria em 1961. Em 1949 ele ingressou na Universidade da Califórnia, Berkeley como Professor de Bacteriologia e, mais tarde, ele foi nomeado Professor de Biofísica.